# Mughiphantes pulcheroides
Mughiphantes pulcheroides är en spindelart som först beskrevs av Jörg Wunderlich 1985.  Mughiphantes pulcheroides ingår i släktet Mughiphantes och familjen täckvävarspindlar.
Artens utbredningsområde är Italien. Inga underarter finns listade i Catalogue of Life.